# گودنا، کوئینزلند
گودنا (به انگلیسی: Goodna) یک حومه شهر در استرالیا است که در کوئینزلند واقع شده‌است.